# Danny den Ouden
Danny den Ouden (Amsterdam, 29 september 1970) is een Nederlands voormalig betaald voetballer. Hij kwam uit voor FC Volendam, MVV en FC Zwolle. Inmiddels heeft hij een webshop in modelbouw en woont hij in Amstelveen.

## Statistieken
| Seizoen | Club        | Land      | Competitie     | Wed. | Goals |
| ------- | ----------- | --------- | -------------- | ---- | ----- |
| 1990/91 | FC Volendam | Nederland | Eredivisie     | 17   | 0     |
| 1991/92 | FC Volendam | Nederland | Eredivisie     | 1    | 0     |
| 1992/93 | FC Volendam | Nederland | Eredivisie     | 22   | 1     |
| 1993/94 | FC Volendam | Nederland | Eredivisie     | 27   | 0     |
| 1994/95 | FC Volendam | Nederland | Eredivisie     | 23   | 0     |
| 1995/96 | TOP Oss     | Nederland | Eerste divisie | –    | –     |
| 1995/96 | MVV         | Nederland | Eerste divisie | 11   | 0     |
| 1996/97 | MVV         | Nederland | Eerste divisie | 0    | 0     |
| 1997/98 | FC Zwolle   | Nederland | Eerste divisie | 20   | 1     |
| 1998/99 | FC Zwolle   | Nederland | Eerste divisie | 24   | 0     |
| Totaal  | Totaal      | Totaal    | Totaal         | 145  | 2     |